# 熊宗德
熊宗德（1440年—？），字天申，南京錦衣衛，女户籍，應天府江寧縣人，明朝政治人物。

## 生平
成化十六年（1480年）庚子科應天鄉試第九十六名。成化十七年（1481年）辛丑科三甲一百十九名進士。任直隸任縣知縣，陞太僕寺丞。弘治三年（1490年）二月因官马耗损下狱，赎罪还职。十一年十二月考察以才力不及调用。

## 家族
曾祖熊秀甫；祖父熊遴；父熊廣，母陳氏；繼母周氏。永感下。